# Губа Нечипір Данилович
Нечипір Данилович Губа (9 лютого 1892, станція Гришине Бахмутського повіту Катеринославської губернії -нині місто Покровськ - † ?) - сотник Армії УНР.

## Біографія
Ничипір народився на станції Гришине (нинішній Покровск), Бахмутського повіту Катеринославської губернії.
Перед початком війни Ничипір проживав на Кубані. З початком Першої світової війни влітку 1914 Губа був покликаний в армію в 2-й Чорноморський полк Кубанського Козачого війська в якому служив в званні подесаула, більшість бійців його полку були українцями і в повсякденній мові спілкувалися на балачціі говірці кубанських козаків.
21 серпня 1914 роки після церковної служби на площі біля Свято-Троїцького храму станиці Платнирівська (в якій знаходився штаб полку) і проводів полк вирушив на Східний фронт. З вересня 1914 по лютий 1917 року Губа Н. Д. в складі 2-го Чорноморського полку брав участь в боях на Східному фронту в складі 8-ї армії Південно-Західного фронту і 3-ї армії Західного фронту.
Вже 26 серпня полк перейшов кордон Росії та Австро-Угорщини. 8 вересня полк увійшов до складу IX армійського корпусу, 2-й Чорноморський полк брав участь в блокаді фортеці в Перемишлі в 1914-1915 роках.
У початку 1915 року Чорноморський полк брав участь у Зимовій битві в Карпатах.
У лютому 1917 року полк був перекинутий на Кавказький фронт і в кінці року саморозпуститися.
Чим займався Ничипір на початку Української революції в 1917-1918 достовірно не відомо може він як більшість солдатів втомлених від війни, повернувся в рідні місця або підпавши під вплив будь-якої партії або групи став активним учасником революційних подій.
Є кілька шляхів якими Ничипір міг потрапити в Армію УНР: через українізацію частини РІА що мало ймовірно так як він служив в кубанському полку, під час боїв Слов'янської групи Армії УНР в Донбас навесні 1918, по мобілізації в Армію Української Держави влітку восени 1918, як військовополонений червоною або Добровольчої армії, самостійно дістався до українських військових частин.
Знову про долю Никифора ми дізнаємося влітку 1919 року коли Українська Народна Республіка була в дуже важкому становищі перебуваючи в так званому Трикутнику смерті. У цей період частини Армії УНР виявилися в повному оточенні і вели запеклі бої з білогвардійцями генерала Денікіна на сході, з червоногвардійцями Леніна на півночі, з польськими частинами Пілсудського на сході, на півдні кільце замикали частини румунської армії короля Фердинанда I.
Становище погіршувалося ще тим що було відсутнє обмундирування для армії не вистачало зброї та закінчувалися боєприпаси, до кінця року з'явився новий ворог висипний тиф який косив солдатів на фронтах і в тилу. Про цей період генерал-хорунжий Сальський Володимир писав:
|  | «Ми переможені ворогами, а вороги ті: тиф, голод, незабезпеченість армії, без якої ніяка армія не в силі боротися…» |

Станом на 27 червня 1919 і 16 серпня 1919 - Губа був начальником школи підстаршин 9-й Залізничній дивізії Дієвої армії УНР.
Про цю дивізію командир 3-й Залізної дивізії Удовиченко писав:
|  | «9-ту Залізничну дивізію зформовано нашвидко з вояків охорони залізниць, під командою полк. Кудрявцева.» |

Виходячи з цього ми можемо припустити що Ничипір до цього  служив залізничній сторожі Української Держави або УНР.
В середині вересня необстріляних 9- ю дивізію відправили на фронт на допомогу дивізії Удовиченко, в першому ж бою дивізія відступила. В кінці вересня 9-та Залізна дивізія була знищена 14 -й РККА в районі Вапнярки, після чого частина складу перейшла в 3-ю Залізну дивізію. (Було створено два полки які діяли з 3 -й) Після відступу 14-й РККА на північ залізничники перемістилися в район Гайсина де відзначили перемогу над більшовиками і перепочили, але відпочивати довелося недовго з півдня з'явився новий ворог Добровольча армія під командуванням Денікіна.
Після запеклих боїв з білогвардійцями, 3-тя дивізія зазнала великих втрат її, указом штабу Армії УНР направили в тил для відпочинку в район Могилева-Подільського. У міру руху на захід дивізія несла великі втрати через епідемії тифу по всьому маршруту руху частини в селах залишалися хворі і мертві козаки.
Про той період Удовиченко писав:
|  | „Під ударами Добрармії, фізичні сили Української Армії були остаточно зломлені, але дух був твердий. Рештки бійців, хоч і босі й голі, голодні, без амуніції, рішили не здаватись на ласку ворога, а битись до останнього. Шляхи відступу Української Армії являли з себе жахливу картину. На возах везли тисячі хворих на тиф, прикритих тільки дірявими шинелями." |

В кінці 1919 коли українка Галицька Армія підписала мирний договір з Добровольчою армією, частини Армії УНР які залишилися без підтримки УГА відступили на Волинь. 2 грудня на нараді Петлюри з командирів членів уряду в Новій Чорториї було прийнято рішення перейти до партизанських методів боротьби. У своєму останньому наказі Симон Петлюра призначив головнокомандувачем Армії УНР Михайла Омеляновича-Павленка а сам разом з членами уряду він 5 грудня емігрував до Польщі.
У складі 3-ї Залізної дивізії під командуванням В. Трутенка Ничипір вирушив в Перший зимовий похід. Кількість поранених і хворих на тиф, яких возили в возах перевищувала кількість бойового складу дивізії. Дивізія йшла по тилах білогвардійців без значних сутичок.
26 грудня дивізія в районі Животина в 6 ранку вишикувалася для виходу в похід але не отримувала наказ і мерзла аж до 13:00 в цей час колону несподівано атакували кіннота Зведеної Кавказький дивізії свідок тих подій генерал Вишневський писав:
|  | «Кулеметники кинулися до кулеметів, а боєздатні вояки схопилися за рушниці, що їх поклали були на вози, щоб погріти руки. Але не почулося жадного стрілу: вода в кулеметах замерзла, а задубілі від морозу руки вояків із рушницями відмовляли послуху» |

Не маючи можливості чинити опір дивізія була знищена. 4 січня 1920 року указом головнокомандувачем Армії УНР із залишків дивізії був створений 3-й Окремий кінний полк під командуванням Г. Стефанів в якому продовжив служити Ничипір. Надалі полк входив до складу Південної групи Армії УНР на чолі з Ю. Тютюнника (Запорізької групи ?).
Під час походу полк оперував в тилах Добровольчої армії і РККА на території нинішніх Черкаської, Кропивницької, Миколаївської, Вінницької областях.
У складі 3-го Окремого полку Губа прослужив до самого кінця Першого зимового походу. (5 травня 1920 року) Полк брав участь у всіх боях Армії УНР у складі Запорізької групи в тилах ворожих армій. Полк прославив себе в боях під Гайсином, Вознесенському, Ананьєва і під час прориву фронту 14-й РККА, в районі сіл Крижопіль Вапнярка полк взяв у полон більшовицьку бригаду. Учасник тих подій Вишневський в статті «Вільшанка» писав що бригада здалася сама без бою.
9 лютого 1920 року в селі Яничі місцеві селяни і повстанці отамана анархо-махновця Коцура роззброїли 3-й полк і заарештували козаків. За однією з версій козаки «погано ставилися до місцевого населення» за іншою вони просто намагалися роззброїти повстанців Коцура через це стався конфлікт. 10 лютого їх звільнили.
Просування полку на захід було полегшено наступом Польської армії. Вже 7 травня 1920 року частини Першого зимового походу отримали новий фронт, у складі якого брали участь в Радянсько-Польській війни.
Під час зимового походу полк поповнювався добровольцями з повстанців. Після закінчення походу полк влився до складу Окремою кінної дивізії і розвернувся в бригаду.
У вересні 1920 у складі Окремою кінної дивізії почалося формування 4-го Ніжинського кінного полку ім. Сірка, але достовірної інформації коли Ничипір надійшов в полк в кінці 1920 або на початку 1921 невідомо.
У жовтні 1920 року Польща підписала перемир'я з більшовиками, а частини Армії УНР ще продовжували боротися в районі Кам'янця-Подільського. 11 листопада розпочався масовий наступ радянських військ, одинадцять днів йшли запеклі бої після яких частини під командуванням Михайла Омеляновича Павленко відступили на територію Польщі.
21 листопада стався останній бій ОКД до складу якої входив полк Никифора. 21 листопада частини ОКД розташувалися в районі сіл Кирилівка - Яхновец - Ожаровец командир Армії УНР наказав полкам дивізії довше стримувати натиск червоної кінноти поки частини армії будуть переходити Збруч. О 14:00 зав'язався запеклий бій по всій ділянці яку тримали вершник кілька разів козаки переходили в контратаку. 
О 4:30 22 листопада останніми частини дивізії перейшли Збруч, де були разооруженни поляками. За наказом командира 6-ї польської армії часто частини дивізії розташувалися тимчасово 20 км. східніше Тернополя. На початку грудня дивізія розташувалася в районі села Грабовець, район її розташування оточили 13-й польської дивізії, в цьому районі дивізія пробула до початку січня 1921 року.
6 січня частини дивізії виступили в Борки Великі, де після дезінфекції завантажилися в ешелони, в яких просиділи нерухомо 23 години. 7 січня частині зупинилися у Львові і побив перший день Різдва. 
Спочатку бійців ОКД помістили в таборі для військовополонених біля села Пікуличі, Підкарпатського воєводства.
9 січня зранку козаки прибули до табору для військовополонених в Вадовіці Малопольського воєводства. Для ОКД виділили 6 бараків в кожному жили по 400 - 500 козаків.  Всі бараки були дерев'яні темні, вітер дув в усі щілини. Сам табір знаходився в улоговині з сирим малярійних кліматом. Погода тут змінювалася кілька разів на день. Никифору як і іншим козакам видали паперовий матрац, в якому солома була стерта на порох попередниками. Близько тижня нікого з табору без пропуску не випускали, потихеньку налагоджувався побут в кожному бараку і полку були чергові які стежили за порядком.Харчування в таборі було погане, спочатку козакам давали конину, пізніше її замінили яловичиною. У таборі була відкрита школа, хоровий і драматичний гурток.
В таборі Губа був помічником по господарській частині командира 4-го Ніжинського кінного полку ім. Сірко Армії УНР.
Літо пролетіло швидко, і командування не хотіло зимувати в бараках. Тому намагалося домовитися з польською адміністрацією щоб частини дивізії були відправлені на адміністративно-господарські роботи при полицях польської армії.
У вересні 1921 року козаки були розподілені між різними частинами польської армії і покинули табір. Під час перебування на господарських роботах в районі Кракова в жовтні 1921 прийшов наказ реорганізувати ОКД в зв'язку з початком Другого зимового походу генерала Ю. Тютюнника. У складі 2-й бригади увійшов 4-й Ніжинський полк ім. кошового Івна Сірка, але не відомо чи служив в той час в полку Никифор. 
Після закінчення робіт в польських полках наприкінці 1922 частини дивізії вирушили в табір в Калуші.
Велика частина полків ОКД припинили своє існування в 1923 році.
Як склалася подальша доля Никифора невідомо.

## Вшанування пам'яті
У 2018 року у місті Покровськ Донецької області відкрито меморіальну дошка Ничипорі Губі
У місті Покровськ провулок Сонячний перейменували на провулок Нечіпора Губи.